# محمد عبدالغنی الجسمی
محمد عبدالغنی الجسمی (عربی: محمد عبد الغنی الجمسی; ۹ سپتامبر ۱۹۲۱ – ۷ ژوئن ۲۰۰۳) فیلد مارشال نیروی زمینی مصر بود، که از ۱۹۷۳ تا ۱۹۷۴ وزیر دفاع مصر بود و در فاصله سال‌های ۱۹۷۴ تا ۱۹۷۸ به‌عنوان هشتمین رئیس ستاد کل نیروهای مسلح مصر فعالیت می‌کرد. او به‌عنوان یکی از طراحان جنگ یوم کیپور شناخته می‌شود.
الجسمی فعالیت نظامی را از سال ۱۹۴۱ پس از فارغ‌التحصیلی از آکادمی نظامی مصر در هنگ ۱ سواره‌نظام ارتش مصر آغاز کرد. وی از ۱۹۶۷ تا ۱۹۶۹ به‌عنوان فرمانده لشکر ۱۴ پیاده فعالیت می‌کرد، از ۱۹۶۹ تا ۱۹۷۲ فرماندهی ارتش دوم مصر را برعهده داشت و از ۱۹۷۲ تا ۱۹۷۳ معاون عملیات نیروی زمینی مصر بود.
وی در جنگ جهانی دوم، جنگ ۱۹۴۸ اعراب و اسرائیل، بحران سوئز، جنگ شش‌روزه، جنگ یوم کیپور و جنگ مصر و لیبی حضور داشت و سال ۱۹۷۸ پس از ۳۷ سال خدمت در ارتش مصر، بازنشسته شد.